# 巴黎第三大学
巴黎第三大学（Université Paris III），又称新索邦大学（Université Sorbonne Nouvelle），位於法国巴黎拉丁區，創建於1970年，以语言、文学为特色。主要學科有語言、藝術、文學、人類學和社會科學。

## 學術單位
- 藝術和媒體學院
- 文學、語言學和教學法學院
- 外國語言、文學、文化和社會學院
- 巴黎拉丁美洲研究所（法语：Institut des hautes études de l'Amérique latine）
- 巴黎高等翻譯學院（法语：École supérieure d'interprètes et de traducteurs）